# Anders Sunesen

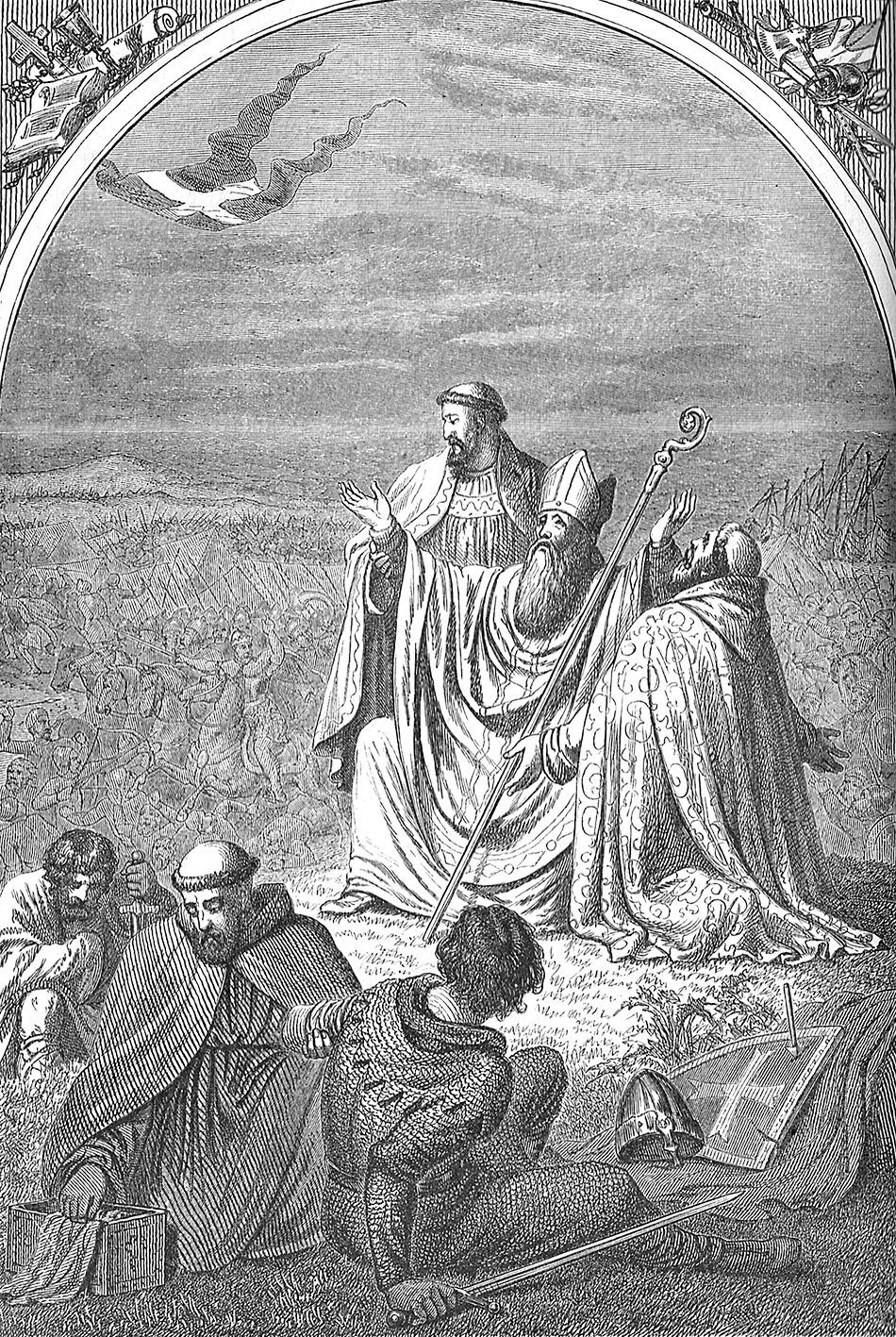
Anders Sunesen, dargestellt (1885) in der Schlacht von Lyndanisse, 1219

Anders Sunesen (auch Andreas Sunesen, * ca. 1167; † 24. Juni 1228 auf Ivö) war Erzbischof von Lund, Heerführer und Berater des Dänenkönigs Waldemar II.

## Leben
Andres Sunesen war einer der sieben Söhne von Sune Ebbesen aus dem einflussreichen Adelsgeschlecht der Hvide (Weiss). Wie sein Bruder Peder war er zum Geistlichen bestimmt und erhielt seine erste Ausbildung von dem hochgebildeten französischen Abt Wilhelm im Kloster Æbelholt. 
Später studierte er in Paris, Bologna und Oxford Philosophie, Theologie und Rechtswissenschaft und galt „zumindest für Nordeuropa [als] hochgelehrter Mann und einer der hervorragendsten Theologen seiner Zeit.“ Von ihm sind diverse Schriften erhalten, sein Hauptwerk ist das Hexaëmeron („Das Werk der sechs Schöpfungstage“), ein lateinisches Gedicht in 8.040 Hexametern.
1201 wurde er als Nachfolger seines Onkels Absalon von Lund Erzbischof von Lund und Ratgeber des Königs. 
Im Gefolge von Waldemar II. beteiligte sich Sunesen seit Beginn des 13. Jahrhunderts an mehreren Kriegszügen nach Livland. Nachdem Albert von Buxthoeven 1211 Theoderich zum Bischof von (Nord-)Estland ernannt hatte, versuchte der Schwertbrüderorden unter Sunesens Führung ein eigenes Bistum in Südestland zu errichten, was jedoch nicht gelang. An der Schlacht von Lyndanisse (1219), in der Theoderich fiel und der Legende zufolge der Dannebrog zur Rettung der Dänen vom Himmel fiel, nahm Sunesen als Heerführer teil.
Seine letzten Jahre verbrachte Sunesen, höchstwahrscheinlich an Lepra erkrankt, auf der Insel Ivö im Ivösjön in Schonen, das damals zu Dänemark gehörte. Von seiner Bedeutung für Estland zeugt der Umstand, dass vermutlich rund 1220 in Tallinn eine Münze mit dem Siegel von Anders Sunesen geschlagen worden ist.

## Literarische Verarbeitung
Der estnische Schriftsteller Jaan Kross lässt in dem Roman Ausgrabungen seinen Protagonisten bei archäologischen Arbeiten in Tallinn eine vermeintliche Handschrift von Sunesen finden. Darin zeigt Sunesen angesichts seiner Lepraerkrankung Reue und nimmt Abstand von seiner früheren Missionierungstätigkeit: „All unser Hierherkommen war von Übel. Der König wollte nichts anderes, als dieses Land in seinen Herrschaftsbereich eingliedern. Denn sonst hätten die Deutschen aus Riga oder die Russen aus Novgorod sich wahrscheinlich früher oder später des Landes bemächtigt. Die Bekehrung der Esten zum Christentum war dem König ein Vorwand zur Rechtfertigung der Eroberung. Meine Rolle dabei war, Blut und Gewalt mit dem Altartuch zu verhüllen.“ Der 1990 erschienene Roman spielt Mitte der 1950er-Jahre und der Hauptperson gelingt es nicht, das Aufsehen erregende Manuskript zu publizieren, da die Parallelen zwischen Mittelalter und Sowjetzeit, als Estland von der Sowjetunion annektiert worden war, zu offenkundig waren.